# Psilodera bipunctata
Psilodera bipunctata är en tvåvingeart som först beskrevs av Christian Rudolph Wilhelm Wiedemann 1819.  Psilodera bipunctata ingår i släktet Psilodera och familjen kulflugor. Inga underarter finns listade i Catalogue of Life.